# Dyckia niederleinii
Dyckia niederleinii är en gräsväxtart som beskrevs av Carl Christian Mez. Dyckia niederleinii ingår i släktet Dyckia och familjen Bromeliaceae. Inga underarter finns listade i Catalogue of Life.